# Próspero Cahuantzi
Próspero Cahuantzi (Santa María Ixtulco, 19 juli 1834 - Chihuahua, 8 januari 1915) was een Mexicaans politicus en militair.
Cahuantzi was een volbloed Nahua-indiaan, en hoofdman van dat volk. Cahuantzi begon zijn militaire aan liberale zijde tijdens de Hervormingsoorlog. Tijdens de Franse interventie in Mexico vocht Cahuantzi aan de zijde van Porfirio Díaz tegen de Franse invallers. In 1876 steunde hij Diaz' plan van Tuxtepec, waarbij Sebastián Lerdo omver werd geworpen en Díaz de macht greep. Als protegé van Díaz wist hij op te klimmen, en werd in 1885 gouverneur van zijn thuisstaat Tlaxcala.
Tijdens zijn gouverneurschap drukte hij zwaar zijn stempel op Tlaxcala. Hij bootste Díaz concentratie van macht op staatsniveau na. Niets in Tlaxcala gebeurde buiten zijn medeweten om, en personen die hem bekritiseerden wegens het breken van de grondwet liet hij gevangengezet. Hij moderniseerde de staat, onder andere door het bouwen van fabrieken, telegraaflijnen en spoorwegen, en door het verbeteren van de landbouw. De hierdoor ontstane welvaart kwam echter maar een klein deel van de bevolking ten goede. Cahuantzi's greep op Tlaxcala was zo groot dat de periode van Díaz regering, die in Mexico het Porfiriaat wordt genoemd, in Tlaxcala bekendstaat als het Prosperaat.
Bij het uitbreken van de Mexicaanse Revolutie in 1910 leidde Cahuantzi persoonlijk de contrarevolutionaire troepen. Hij wist de opstandelingen in zijn staat te verslaan en liet de leiders ter dood brengen, maar nadat Díaz aftrad besloot Cahuantzi ook af te treden. Hij droeg de macht over aan de Ierse grootgrondbezitter Diego L. Kennedy en ontvluchtte het land. Na de contrarevolutionaire staatsgreep van Victoriano Huerta keerde hij terug naar Mexico en werd hij senator. Na de verdrijving van Huerta werd hij gevangengenomen door de revolutionairen en voor een militair gerechtshof gedaagd, maar generaal Pablo González besloot het leven van de oude man te sparen. Wel werd hij door Pancho Villa gevangengezet. Hij overleed een jaar later in de gevangenis in Chihuahua.
- Gemeinsame Normdatei: 117668451
- International Standard Name Identifier: 0000 0000 1045 1412
- Nederlandse Thesaurus van Auteursnamen: 114177899
- Virtual International Authority File: 64790401
- WorldCat: E39PBJcWtFPG7hPdqFb76wJbh3